# أدريان براون
أدريان براون (18 مايو 1962 في المملكة المتحدة - ) (بالإنجليزية: Adrian Brown)‏ هو لاعب كريكت بريطاني. لعب مع نادي مقاطعة ساسكس للكريكت ‏ وSuffolk County Cricket Club ‏ ونادي جامعة كامبريدج للكريكيت ‏.

## وصلات خارجية
- أدريان براون على موقع إي آس بي آن كريك إنفو (الإنجليزية)